# Herbert Herrmann
Herbert Herrmann (* 7. Juni 1941

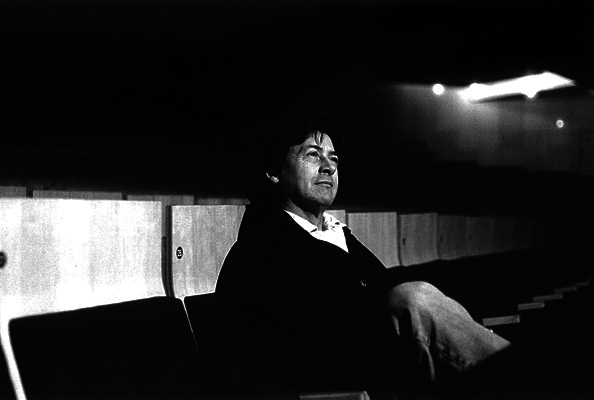
Herbert Herrmann

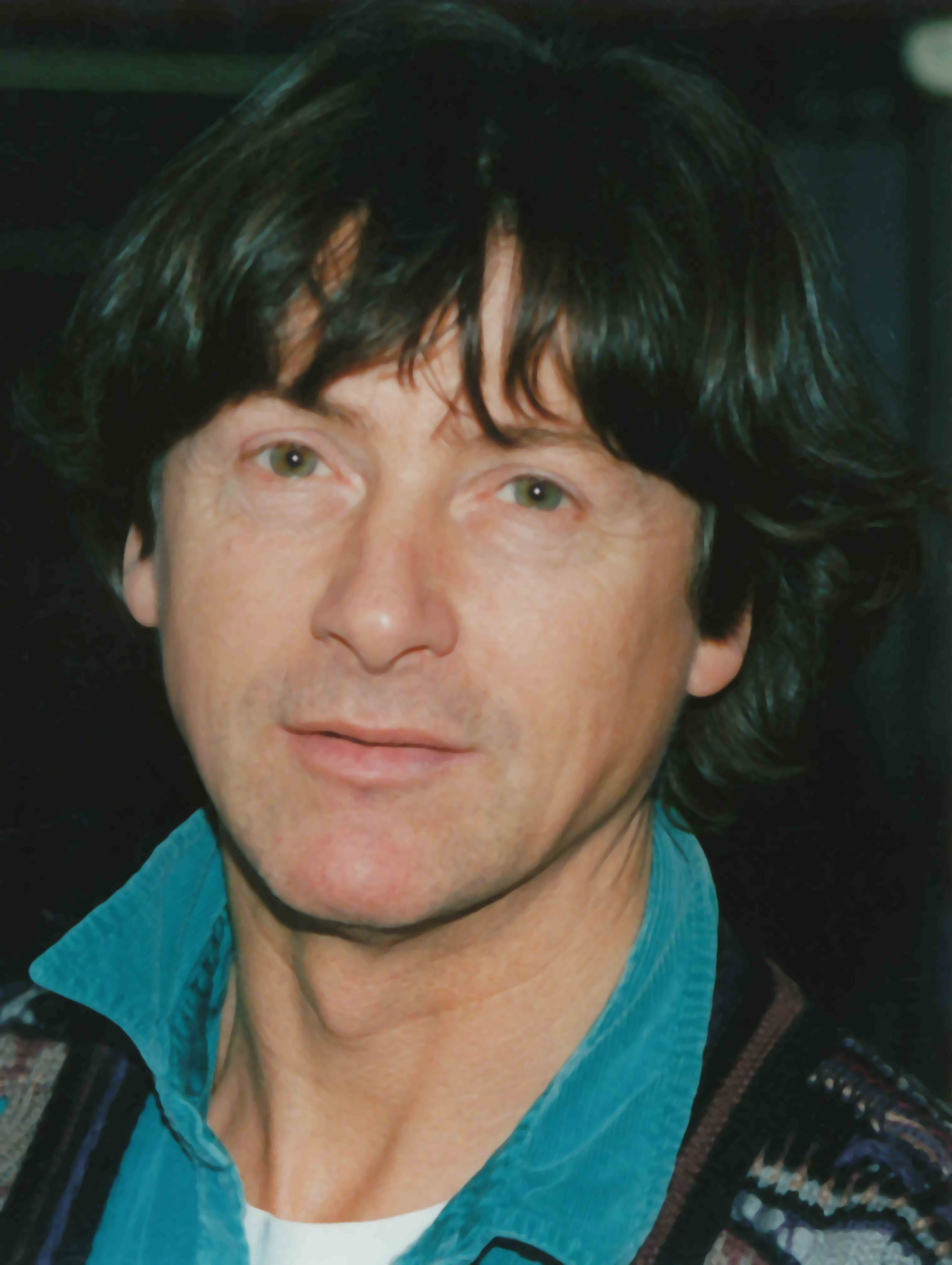
Herbert Herrmann (vor 2010)

in Bern) ist ein deutsch-schweizerischer Schauspieler.

## Werdegang
Nach dem Abitur und einer abgeschlossenen Lehre als Schriftsetzer nahm er Schauspielunterricht und erhielt seine ersten Engagements in Zürich und Bern.
Gastauftritte führten ihn an das Renaissance-Theater in Berlin, an die Kleine Komödie am Max II und Komödie im Bayerischen Hof in München (seit 1970), an die Hamburger Kammerspiele (1971), an die Komödie Düsseldorf (1972 bis 1979), an die Komödie im Marquardt in Stuttgart (1980) und an die Theater am Kurfürstendamm in Berlin. Außerdem unternahm er seit 1970 jährlich zahlreiche Tourneen.
Sein TV-Debüt gab Herbert Herrmann 1970 in einer Aufzeichnung aus dem Berner Atelier-Theater mit dem Stück Die Mondfrau von Peter Bürki.
Seitdem war er in vielen Fernsehproduktionen zu sehen. Seine erste Hauptrolle gab er 1979 im Fernsehfilm Fleisch an der Seite von Jutta Speidel. Populär wurde Herbert Herrmann vor allem durch seine Rollen in den Fernsehserien Drei sind einer zuviel (1976) und Ich heirate eine Familie (1983–1986) sowie Der Landarzt (1991–1992) und Männer sind was Wunderbares (1996–2000).
1988 wurden Edith Hancke und Herbert Herrmann mit dem Goldenen Vorhang ausgezeichnet.

## Privatleben
Von 1977 bis 1982 lebte Herbert Herrmann mit seiner Kollegin Jutta Speidel zusammen, von 1983 bis 1998 mit der Schauspielerin Susanne Uhlen. Aus dieser Beziehung ging ein Sohn (* 1988) hervor. Seit 2003 lebt er mit der Schauspielerin und Autorin Nora von Collande zusammen.
Herbert Herrmann lebt in Deutschland, Frankreich und der Schweiz.

## Filmografie (Auswahl)
- 1970: Die Mondfrau (Fernsehfilm)
- 1971: Fräulein von Stradowitz in memoriam (Fernsehfilm)
- 1973: Wie wär’s denn, Mrs. Markham? (Fernsehfilm)
- 1974: Graf Yoster gibt sich die Ehre – Ungebetene Gäste
- 1974: Mandragola (Fernsehfilm)
- 1975: Hier sind sie richtig (Fernsehfilm)
- 1975: Der Kommissar – Eine Grenzüberschreitung
- 1976: Die Lady von Chikago (Fernsehfilm)
- 1977: Drei sind einer zuviel (TV-Serie)
- 1977: Jedem das Seine (Fernsehfilm)
- 1978: Die Quelle (Fernsehfilm von Rainer Erler)
- 1978: Derrick – Die verlorenen Sekunden
- 1978: Eine Frau bleibt eine Frau (TV-Serie, 2 Folgen)
- 1979: Fleisch (Fernsehfilm)
- 1979: Nachbarn und andere nette Menschen (Fernsehfilm)
- 1980: Die Alten kommen (Fernsehfilm)
- 1980: Einmal hunderttausend Taler (Fernsehfilm)
- 1980: Scheidung auf französisch (Fernsehfilm)
- 1980: Liebe bleibt nicht ohne Schmerzen (Fernsehfilm)
- 1980: Weekend (TV Komödie)
- 1981: Ein zauberhaftes Biest
- 1981: Variationen (Fernsehfilm)
- 1982: Sonderdezernat K1 – Das masurische Handtuch
- 1982: Das Traumschiff – Cayman Islands
- 1982: Ich hör’ so gern die Amseln singen (Fernsehfilm)
- 1982: Flöhe hüten ist leichter (Fernsehfilm)
- 1982: Sonny Boys (Fernsehfilm)
- 1982: Jeden Mittwoch (Fernsehfilm)
- 1982: Leute wie du und ich (1 Episode als Wolfgang Bergmann)
- 1983: Wie hätten Sie’s denn gern?
- 1983: Der Paragraphenwirt – Notenwechsel
- 1983: Der Trauschein
- 1983–1986: Ich heirate eine Familie (TV-Serie)
- 1984: Lach mal wieder (TV-Serie)
- 1985: Herbert ist Herrmann (Dreiteiliger Fernsehfilm)
- 1985: Leute wie du und ich (TV-Serie)
- 1986: Tatort: Die kleine Kanaille
- 1987: Hexenschuß (Fernsehfilm mit Susanne Uhlen, Helmut Fischer, Hans Clarin, Julia Biedermann, u. a.)
- 1987: Wartesaal zum kleinen Glück
- 1988: Trouble im Penthouse (Fernsehfilm mit Susanne Uhlen, Hans Clarin, Brigitte Mira, Elisabeth Volkmann, u. a.)
- 1989: Lukas und Sohn
- 1989: Drunter und drüber (Fernsehfilm)
- 1989: Ein Heim für Tiere – Ronny, der Ausreißer
- 1989: Killer kennen keine Furcht (Fernsehfilm)
- 1989: Weißblaue Geschichten (TV-Serie)
  - Hochwürden Josef
  - Das Schlafmittel
  - Die Radtour
- 1991–1992: Der Landarzt (Lehrer Dr. Berner)
- 1992: Chéri, mein Mann kommt! (Fernsehfilm)
- 1993: Der Hausgeist – Geisterjäger
- 1993: Happy Holiday – Täuschungsmanöver
- 1995: Das kalifornische Quartett (TV-Serie)
- 1996–2000: Männer sind was Wunderbares (Fernsehreihe)
- 1996: Die Geliebte – Der Test
- 1997: Verzwickte Lügen (Fernsehfilm)
- 1997: Ein Traum von Hochzeit (Fernsehfilm)
- 1997: Champagner und Kamillentee (Fernsehfilm)
- 1998: Zweite Geige (Fernsehfilm)
- 1998: Hosenflattern (Fernsehfilm)
- 1999: Herz über Bord (Fernsehfilm)
- 1999: Wer zuletzt lügt, lügt am besten (Fernsehlilm)
- 1999: Unser Charly (TV-Serie)
  - Reine Nervensache
  - Silvester
- 2002: Ein Liebhaber zuviel ist noch zu wenig (Fernsehfilm mit Tina Ruland)

## Auszeichnungen
- 1977: Goldener Bravo Otto in der Kategorie TV-Star männlich[4]
- 1988: Goldener Vorhang für Berliner Theater-Boulevard[5]
- 2016: Berliner Bär (B.Z.-Kulturpreis)[6]